# 名古屋市電循環東線
循環東線（じゅんかんひがしせん）は、かつて愛知県名古屋市に存在した、名古屋市電の路線（路面電車）の一つである。同市東区の矢田町十丁目停留場から、千種区・昭和区を経て、瑞穂区の新瑞橋停留場までを結んでいた。矢田町四丁目停留場から矢田町十丁目停留場を結んでいた循環北線（じゅんかんきたせん）、循環東線から分岐していた瑞穂運動場引込線（みずほうんどうじょうひきこみせん）もあわせて解説する。
循環東線は1932年（昭和7年）に一部が開業、1953年（昭和28年）に全線開業に至った。循環北線も1953年に開業している。循環東線の一部区間と循環北線の全線は、トロリーバス（名古屋市営トロリーバス）から転換された区間である。全線にわたって名古屋市電が全廃される1974年（昭和49年）まで存続した。

## 路線概況
全長は循環東線が約8.24km、循環北線が約0.52km（1962年3月末時点）。全線が複線かつ併用軌道である。市電路線網の東部を南北に縦貫する路線で、全線にわたって名古屋市道名古屋環状線上に敷設されていた。路線中間付近の今池を中心に、北部の工場や、沿線に点在する大学・高等学校への輸送需要があった。2線とも1928年（昭和3年）3月に特許を取得した路線網の一部であり、未成に終わった循環南線、循環西線とともに市外郭を循環する構想であった。循環北線も本来は矢田町十丁目から上名古屋町（浄心付近）までの路線であり、未開業区間はトロリーバスの第二次路線として計画されたが、資材不足で実現しなかった。
循環北線の起点・矢田町四丁目停留場は、日本国有鉄道（国鉄）・名古屋鉄道（名鉄）大曽根駅の東にあった。ここでは他の市電路線とは繋がっていないが、駅の西側には市電大曽根線の終点・東大曽根停留場が設置されていた。三菱電機の工場脇を東へ進むと矢田町十丁目停留場へ至る。ここから先は循環東線であり、進路を南へ変更する。次の矢田町十五丁目停留場の付近には、当時存在していた日本専売公社（現・日本たばこ産業）名古屋工場（跡地はイオンモールナゴヤドーム前）と国鉄大曽根駅を結ぶ専用側線との平面交差があった。
古出来町・都通を過ぎると今池停留場である。環状線と広小路通（県道60号）が交差する今池交差点付近にあった。東西に通る広小路通上には市電覚王山線があり平面交差していたほか、覚王山線栄方面（西側）と循環東線大久手方面（南側）を繋ぐ連絡線が敷設されていた。
今池の次の大久手停留場は、市電八事線の分岐点である。停留場は大久手交差点付近にあり、八事方面へ八事線を分けたほか、車両基地（大久手電車運輸事務所）への引込み線がここに繋がっていた。
今池から南の区間には、市電廃止後の1994年（平成6年）に名古屋市営地下鉄桜通線が敷設された。桜通線吹上駅は市電阿由知通一丁目停留場、御器所駅は御器所通停留場、桜山駅は市立大学病院停留場（旧・桜山町）の近くにそれぞれ建設された。市立大学病院は八熊通（県道29号）と環状線が交差する桜山交差点に設置。八熊通上を西へ向かう市電藤成線があり、藤成線滝子・高辻方面と循環東線新瑞橋方面（南側）が直通できるような配線とされていた。
桜山町以南も引き続き、市電があった環状線の地下を桜通線が通っており、桜通線瑞穂区役所駅は市電瑞穂区役所停留場、瑞穂運動場西駅は瑞穂運動場前停留場の近くである。瑞穂運動場前は瑞穂運動場からは西に離れているが、より運動場に近い場所まで伸びる「瑞穂運動場引込線」がここから分岐していた。同線は全長約200メートルで、瑞穂運動場で開催された第5回国民体育大会（国体）にあわせて1950年10月に敷設、国体終了後も年に1度開催される名古屋市立小中学校連合運動会のアクセス路線として利用されていた。
終点の新瑞橋停留場は、環状線と県道221号が交差する新瑞橋交差点付近。新瑞橋には名城線・桜通線の新瑞橋駅が設置されているが、4号線（現・名城線）が新瑞橋に到達するのは、市電最終営業日である1974年3月30日のことであった。

## 年表
- 1928年（昭和3年）3月31日 - 循環東線、循環北線の特許取得[4]。
- 1932年（昭和7年）12月30日 - 桜山町（後の市立大学病院）・市民病院前（後の瑞穂通一丁目）間が開業[10][11]。
- 1941年（昭和16年）5月16日 - 市民病院前・新瑞橋間が単線で開業[12]。
- 1944年（昭和19年）6月26日 - 市民病院前・新瑞橋間複線化[11]。
- 1950年（昭和25年）10月14日 - 大久手・桜山町間開業[13][11]。今池・大久手間を八事線から編入[11]。
- 1950年（昭和25年）10月28日 - 瑞穂運動場前引込線開業[11]。
- 1951年（昭和28年）8月14日 - 矢田町四丁目・今池間開業により、循環東線・循環北線全通[14][11]。
- 1971年（昭和46年）11月26日 - 瑞穂運動場前引込線廃止[15]。
- 1974年（昭和49年）3月31日 - 循環東線・循環北線全線廃止[11]。

## 停留場
廃止時点で、循環東線・循環北線には以下の19停留場が設置されていた。
| 停留場名                                     | 距離 (km) | 位置・備考                                                             |
| -------------------------------------------- | --------- | ---------------------------------------------------------------------- |
| 矢田町四丁目（やだちょうよんちょうめ）       | 0.5       | 東区：大曽根駅交差点付近                                               |
| 矢田町十丁目（やだちょうじゅっちょうめ）     | 0.0       | 東区：矢田五丁目交差点付近 循環北線・循環東線境界                      |
| 矢田町十五丁目（やだちょうじゅうごちょうめ） | 0.6       | 東区：六所社前交差点北方                                               |
| 古出来町（こできまち）                       | 1.0       | 千種区：古出来町交差点（名古屋環状線・出来町通交差）付近               |
| 都通一丁目（みやこどおりいっちょうめ）       | 1.5       | 千種区：都通一丁目交差点付近                                           |
| 都通二丁目（みやこどおりにちょうめ）         | 1.9       | 千種区：都通一丁目交差点付近                                           |
| 今池（いまいけ）                             | 2.5       | 千種区：今池交差点（名古屋環状線・広小路通交差）付近                   |
| 大久手（おおくて）                           | 3.2       | 千種区：大久手交差点付近                                               |
| 阿由知通一丁目（あゆちどおりいっちょうめ）   | 3.7       | 千種区：阿由知通一丁目交差点付近                                       |
| 曙通（あけぼのどおり）                       | 4.0       | 昭和区：阿由知通二丁目交差点付近                                       |
| 御器所通（ごきそどおり）                     | 4.6       | 昭和区：御器所交差点（名古屋環状線・山王通交差）付近                   |
| 恵方町（えほうちょう）                       | 5.1       | 昭和区：恵方町交差点付近                                               |
| 市立大学病院（しりつだいがくびょういん）     | 5.6       | 昭和区：桜山交差点（名古屋環状線・八熊通交差）付近                     |
| 瑞穂通一丁目（みずほどおりいっちょうめ）     | 6.1       | 瑞穂区：瑞穂通一丁目交差点付近                                         |
| 瑞穂通区役所（みずほくやくしょ）             | 6.6       | 瑞穂区：瑞穂区役所前交差点付近                                         |
| 瑞穂通四丁目（みずほどおりよんちょうめ）     | 6.9       | 瑞穂区：瑞穂通四丁目交差点付近                                         |
| 瑞穂運動場前（みずほうんどうじょうまえ）     | 7.4       | 瑞穂区：瑞穂運動場西交差点（名古屋環状線・山手グリーンロード交差）付近 |
| 瑞穂通七丁目（みずほどおりななちょうめ）     | 7.7       | 瑞穂区：瑞穂通七丁目交差点付近                                         |
| 新瑞橋（あらたまばし）                       | 8.1       | 瑞穂区：新瑞橋交差点（名古屋環状線・県道221号交差）付近                |

### 停留場の変遷
出典はいずれも『日本鉄道旅行地図帳』7号である。
- 1932年12月30日 - 高商前・市民病院前を新設（桜山町は藤成線側で既設）。
- 1941年5月16日 - 瑞穂通三丁目・瑞穂通五丁目・瑞穂通六丁目・瑞穂通七丁目・新瑞橋を新設。
- 1943年ごろ - 瑞穂通五丁目・瑞穂通六丁目休止。
- 1944年5月13日 - 高商前廃止。
- 1947年10月1日 - 瑞穂通四丁目（旧五丁目）・瑞穂通六丁目再開。
- 1949年7月1日 - 瑞穂通六丁目を瑞穂運動場前に改称。
- 1950年10月14日 - 阿由知通一丁目・曙通・御器所通・恵方町を新設（今池・大久手は八事線等で既設）。
- 1953年8月14日 - 矢田町四丁目・矢田町十丁目・矢田町十五丁目・古出来町・都通一丁目・都通二丁目を新設。
- 1956年2月5日 - 市民病院前を市立大学病院前に改称。
- 1965年12月1日 - 瑞穂通三丁目を瑞穂区役所に改称。
- 1966年11月6日 - 市立大学病院前を瑞穂通一丁目に改称。
- 1966年11月15日 - 桜山町を市立大学病院に改称。
- 1974年3月31日 - 全19停留場廃止。

## 接続路線
- 市電
  - 矢田町四丁目停留場 - 大曽根線（東大曽根停留場、1950年 - 1965年）
  - 今池停留場 - 覚王山線（1950年 - 1967年）
  - 大久手停留場 - 八事線（1950年 - 1974年）
  - 市立大学病院停留場 - 藤成線（1932年 - 1974年）
  - 新瑞橋停留場 - 笠寺線（1941年 - 1974年）
- 市営地下鉄
  - 今池停留場 - 地下鉄東山線（今池駅、1960年 - 1974年）
  - 新瑞橋停留場 - 地下鉄4号線（現・名城線）（新瑞橋駅、最終日のみ）
- 国鉄・名鉄
  - 矢田町四丁目停留場 - 名鉄瀬戸線（大曽根駅、1950年 - 1974年）・国鉄中央本線（大曽根駅、 - 1974年）